# Université allemande de politique
 (mai 2022).
La mise en forme du texte ne suit pas les recommandations de Wikipédia : il faut le « wikifier ».
Les points d'amélioration suivants sont les cas les plus fréquents :
- Les titres sont pré-formatés par le logiciel. Ils ne sont ni en capitales, ni en gras.
- Le texte ne doit pas être écrit en capitales (les noms de famille non plus), ni en gras, ni en italique, ni en « petit »…
- Le gras n'est utilisé que pour surligner le titre de l'article dans l'introduction, une seule fois.
- L'italique est rarement utilisé : mots en langue étrangère, titres d'œuvres, noms de bateaux, etc.
- Les citations ne sont pas en italique mais en corps de texte normal. Elles sont entourées par des guillemets français : « et ».
- Les listes à puces sont à éviter, des paragraphes rédigés étant largement préférés. Les tableaux sont à réserver à la présentation de données structurées (résultats, etc.).
- Les appels de note de bas de page (petits chiffres en exposant, introduits par l'outil «  Source ») sont à placer entre la fin de phrase et le point final[comme ça].
- Les liens internes (vers d'autres articles de Wikipédia) sont à choisir avec parcimonie. Créez des liens vers des articles approfondissant le sujet. Les termes génériques sans rapport avec le sujet sont à éviter, ainsi que les répétitions de liens vers un même terme.
- Les liens externes sont à placer uniquement dans une section « Liens externes », à la fin de l'article. Ces liens sont à choisir avec parcimonie suivant les règles définies. Si un lien sert de source à l'article, son insertion dans le texte est à faire par les notes de bas de page.
- La présentation des références doit suivre les conventions bibliographiques. Il est recommandé d'utiliser les modèles {{Ouvrage}}, {{Chapitre}}, {{Article}}, {{Lien web}} et/ou {{Bibliographie}}. Le mode d'édition visuel peut mettre en forme automatiquement les références.
- Insérer une infobox (cadre d'informations à droite) n'est pas obligatoire pour parachever la mise en page.

Pour une aide détaillée, merci de consulter Aide:Wikification.
Si vous pensez que ces points ont été résolus, vous pouvez retirer ce bandeau et améliorer la mise en forme d'un autre article.
 (mai 2022).
L'Université allemande de politique (Deutsche Hochschule für Politik, DHfP) était une université privée fondée le 24 octobre 1920 à Berlin. Elle est issue de la Staatsbürgerschule ("école de la citoyenneté") fondée par Friedrich Naumann en 1918. En 1940, elle a été intégrée à l'université Frédéric-Guillaume comme "faculté de sciences internationales". La DHfP a été rétablie en 1948 avant de devenir une composante de la Freie Universität Berlin en 1959 sous le nom d'Institut Otto Suhr.

## Objectifs
Dans l'esprit de Naumann, la DHfP doit contribuer à affirmer les principes démocratiques en Allemagne dans le sens du libéralisme. Le but principal d'aider la république de Weimar encore jeune à se renforcer contre les tendances antidémocratiques. Pour les fondateurs de la Staatsbürgerschule, "l'école de la citoyenneté" à partir de laquelle fut formée la DHfP, la science politique était encore comprise et décrite comme la science de la démocratie. L'université est inspirée par l'École libre des sciences politiques d'Émile Boutmy.
Parmi les sponsors et les membres du conseil d'administration fondateur on trouve notamment : Walter Simons, Ernst Jaeckh, Friedrich Naumann, Friedrich Meinecke, Max Weber, Hugo Preuss, Gertrud Bäumer et Moritz Julius Bonn. Le projet bénéficie également de l'appui du ministre prussien de l'Éducation Carl Heinrich Becker.

## Sous la République de Weimar
Les conférences et les séminaires pour les 120 premiers étudiants n'ont initialement lieu que le soir dans les locaux de l'Académie d'architecture de Berlin, la plupart du temps avec des conférenciers honoraires intervenant sur leur temps libre. Les principaux centres d'intérêt sont la politique générale, l'histoire politique et la sociologie politique, la politique internationale, la politique intérieure, y compris la politique culturelle et médiatique, ainsi que les fondements juridiques et fondements économiques de la politique. Avec l'augmentation du nombre d'étudiants, la proportion de chargés de cours et de chaires à temps plein augmente peu à peu. La Hochschule für Politik ne colle de grades qu'à partir du milieu des années 1920.
Les professeurs incluent :
- la militante des droits des femmes Gertrud Bäumer,
- les politiciens Carl Heinrich Becker, Rudolf Breitscheid, Rudolf Hilferding, Ernst Niekisch et Wilhelm Heile (premier recteur de l'École civique et maître de conférences en sciences politiques jusqu'en 1933),
- les essayistes Georg Cleinow, Ernst Jäckh et Theodor Heuss,
- le politologue Adolf Grabowsky,
- le constitutionnaliste Hermann Heller,
- les sociologues Albert Salomon et Max Hildebert Boehm,
- les historiens Hans Delbrück , Hajo Holborn, Eckart Kehr, Veit Valentin,
- les avocats Hermann Pünder, Bill Drews et Arnold Brecht,
- l'économiste Hans Staudinger,
- les ministres Walther Rathenau et Walter Simons. Le fils de ce dernier, Hans Simons, a également enseigné à l'université, qu'il a brièvement dirigée.

## L'université à l'époque nazie (1933-1945)

### Évolution jusqu'en 1940
Certains enseignants de la DHfP émigrent dès 1933 pour échapper aux représailles de l'État nazi contre les opposants politiques et les juifs. En mars 1933, le nouveau ministère de la Propagande du Reich prend le contrôle de la Deutsche Hochschule für Politik. En mai, le ministère nomme Paul Meier-Benneckenstein, qui a rejoint le NSDAP en 1927, directeur par intérim. En novembre 1933, il est officiellement installé comme président par Joseph Goebbels. L'écrivain Peter Kleist, membre du NSDAP depuis 1931, en devient le directeur général dans les années qui suivent.
En 1937, l'université mise au pas devint une institution du Reich sous le nom d'"Université pour la politique". Les enseignants « nationalistes-conservateurs » issus du Collège politique étaient les plus proches du national-socialisme. Initialement extérieur à la DHfP, le Collège politique avait constitué un groupe de travail avec celle-ci en 1927. Le corps enseignant est divisé et aucune idéologie uniforme ne se développe en son sein. La science politique se limitait alors à la politique étrangère et aux « études étrangères », et faisait ainsi partie de l'appareil idéologique de la politique étrangère nazie. Le propagandiste antisémite Johann von Leers devient chef du "Département de politique étrangère et d'études étrangères" en 1933.
Pour le semestre d'été de 1934, l'Académie nationale-socialiste de droit allemand décide de sponsoriser une « chaire Hans Frank » à l'Université de politique. Le 16 mai 1934, Hans Frank prononce sa leçon inaugurale dans le nouvel auditorium de l'Université de Berlin. Les premiers professeurs invités de cette chaire extérieure sont le juge et secrétaire d'État Roland Freisler et le juristes Carl Schmitt, Rudolf Schraut et Viktor Bruns.

### 1940-1945: Intégration à la Faculté d'études internationales et à l'Institut allemand d'études internationales (DAWI)

#### Direction
En 1940, l'Université allemande de politique est fusionnée avec l'ex-Séminaire des langues orientales de l'université de Berlin, qui était déjà devenu l'Université de sciences appliquées pour les études internationales l'étranger auprès de l'Université de Berlin en 1935. L'ensemble est incorporée dans la nouvelle faculté d'études internationales de l'université. Franz Six, 30 ans, en est le doyen. En plus de sa fonction de doyen, Six dirige également l'Institut allemand d'études étrangères (DAWI), étroitement lié à la faculté et doté d'un personnel largement identique, dont les tâches sont centrées la formation idéologique aux relations internationales. L'institut a également servi de centre de renseignement extérieur pour les organes du parti et du gouvernement. Six est un intellectuel membre de la SS et appartient à l'élite de l'appareil nazi. Il est aussi le supérieur d'Adolf Eichmann au Bureau principal de la sécurité du Reich sur le dossier de l'extermination des Juifs. Un autre national-socialiste de premier plan à la Hochschule für Politik était le sociologue et géopoliticien Karl Heinz Pfeffer, qui succède à Six en tant que doyen en 1943. L'Institut de recherche sur la politique étrangère de Friedrich Berber, qui était subordonné au NSDAP, est également rattaché à cette faculté.

#### Corps enseignant et étudiants
Les conférenciers de la faculté internationale comprennent à cette époque Albrecht Haushofer, Ernst Wilhelm Eschmann, Werner Schmidt, Arvid Harnack et Mildred Harnack. La liste des auteurs des « Annales de politique mondiale pour 1944 » (Jahrbuch der Weltpolitik 1944, 1248 pages) comprend environ 40 auteurs différents et donne un bon aperçu des protagonistes de l'insitut sous la direction de Six. On y retrouve tous ceux qui voulaient faire carrière dans l'appareil miliitaire et diplomatique nazi ou dans la justification « scientifiques » des buts de guerre.
Parmi les étudiants, on retrouve : Ursula Besser, Eva-Maria Buch, Ursula Goetze, Horst Heilmann, Rainer Hildebrandt, Bohdan Osadczuk (pseudonyme : Alexander Korab), Harro Schulze-Boysen et Fritz Steppat. Quelques étudiants anticolonialistes (principalement indiens et arabes) étudient à la Hochschule für Politik jusqu'en 1945.
La proportion de membres du parti NSDAP dans cette faculté était de 65%, soit deux fois plus que dans les autres instituts universitaires de Berlin (Université de Berlin 38%, Faculté de philosophie 31%).

#### Publications
Le principal organe de publication de la Hochschule est le Journal pour la politique, publié par Carl Heymanns Verlag. D'autres instituts satellites de la Hochschule éditent également des publications, principalement le Mensuel de Hambourg pour la politique étrangère, où écrivent Karl Megerle, Giselher Wirsing et Karl Kerkhof. D'autres séries et monographies d'auteurs associés sont publiées par Junker und Dünnhaupt Verlag Berlin.

## Période d'après-guerre
Cet article ou la section suivante n'est pas suffisamment équipé de preuves (par exemple, des preuves individuelles). Des informations sans preuves suffisantes pourraient bientôt être supprimées. Veuillez aider Wikipédia en recherchant les informations et en fournissant de bonnes preuves.
En 1948, l'Université allemande de politique a été rétablie sous le social-démocrate Otto Suhr. Avec la transformation de l'université en Institut Otto Suhr, nouvellement fondé en 1959, l'intégration dans la Freie Universität Berlin et le déménagement à Berlin-Dahlem ont eu lieu. En 1971, l'Université des sciences appliquées de Berlin a emménagé dans l'ancien bâtiment représentatif de Schöneberg.
Après Gideon Botsch, les anciens nationaux-socialistes ont trouvé un nouveau foyer dans la "Foreign Research Society" fondée en 1951. Gerhard von Mende, par exemple, qui était responsable des troupes SS musulmanes du mufti et a poursuivi ses instructions pédagogiques en tant que directeur de l'Agence fédérale pour l'éducation civique avec un groupe cible légèrement différent, publié là-bas. Une exception était Herbert Scurla , ancien conférencier et membre du conseil consultatif du DAWI, qui après 1945 a commencé une deuxième carrière dans le SBZ / RDA en tant que fonctionnaire d'association culturelle, écrivain et journaliste et a été très honoré ici, y compris le 1974 Patrie Ordre du Mérite en or.

## Rappel
Une exposition de Siegfried Mielke et de son équipe sur les étudiants et professeurs du DHfP "qui étaient actifs dans des groupes de résistance pendant la dictature nazie" a été inaugurée le 14 juin 2008 dans le foyer de l'OSI par le vice-président du Bundestag Wolfgang Thierse . Le spectacle est maintenant présenté à d'autres endroits également. L'exposition et le livre qui l'accompagne donnent un aperçu du développement de l'université. L'accent est mis sur plusieurs dizaines de biographies d'enseignants et d'étudiants qui ont lutté contre le national-socialisme dans divers groupes de résistance ou d'émigration. Les biographies prouvent un lien entre l'orientation démocratique de l'université et l'engagement politique de nombre de ses professeurs et étudiants contre l'État nazi. Alors qu'au tournant de l'année 1932/33 un grand nombre de professeurs et d'étudiants des universités allemandes ont fait défection vers les nationaux-socialistes, la majorité des professeurs et des étudiants du DHfP sont restés fidèles aux intentions fondatrices démocratiques. Selon les auteurs, c'est "unique" dans le paysage universitaire. Le grand nombre de professeurs et d'étudiants qui ont rejoint des groupes de résistance ou qui ont combattu le système nazi depuis l'émigration est également unique.